# Francesco Lambiasi
Francesco Lambiasi (Bassiano, 6 settembre 1947) è un vescovo cattolico italiano, dal 17 novembre 2022 vescovo emerito di Rimini.

## Biografia
Nasce a Bassiano, in provincia di Latina e diocesi di Sezze, il 6 settembre 1947.

### Formazione e ministero sacerdotale
Compie gli studi nel seminario minore di Sezze e poi nel Pontificio Collegio Leoniano di Anagni. Consegue la laurea in teologia con specializzazione in Teologia fondamentale presso la Pontificia Università Gregoriana di Roma.
Il 25 settembre 1971 è ordinato presbitero per la diocesi di Terracina-Latina, Sezze e Priverno.
Dopo l'ordinazione è docente di teologia al seminario minore di Sezze fino al 1975. Dal 1975 al 1984 è viceparroco presso la parrocchia Santa Maria Goretti di Latina. Successivamente svolge l'incarico di responsabile dell'Ufficio Pastorale nonché dell'Istituto di Scienze Religiose Paolo VI presso la curia diocesana di Latina. È rettore del Pontificio Collegio Leoniano di Anagni dal 1993 al 1999.

### Ministero episcopale
Il 6 marzo 1999 papa Giovanni Paolo II lo nomina vescovo di Anagni-Alatri; succede a Luigi Belloli, dimessosi per raggiunti limiti di età. Il 23 maggio successivo riceve l'ordinazione episcopale, nella cattedrale di Anagni, dal cardinale Camillo Ruini, co-consacranti i vescovi Luigi Belloli, Giuseppe Petrocchi e Domenico Pecile. Durante la stessa celebrazione prende possesso della diocesi.
Il 15 febbraio 2001 lo stesso pontefice lo nomina assistente ecclesiastico generale dell'Azione Cattolica Italiana; succede ad Agostino Superbo, precedentemente nominato arcivescovo metropolita di Potenza-Muro Lucano-Marsico Nuovo. Il 28 giugno 2002 rinuncia al governo pastorale della diocesi di Anagni-Alatri; gli succede Lorenzo Loppa, del clero di Velletri-Segni. Insieme ai presidenti che si sono succeduti nel sessennio, Paola Bignardi e Luigi Alici, dà un vigoroso impulso all'Azione Cattolica.
Il 3 luglio 2007 papa Benedetto XVI lo nomina vescovo di Rimini; succede a Mariano De Nicolò, dimessosi per raggiunti limiti di età. Il 15 settembre successivo prende possesso della diocesi, nella cattedrale di Santa Colomba.
È delegato per il clero e il diaconato permanente, i seminari e la vita consacrata della Conferenza episcopale dell'Emilia-Romagna.
Il 19 maggio 2022 il consiglio comunale di Rimini gli conferisce la cittadinanza onoraria. Il 17 novembre dello stesso anno papa Francesco accoglie la sua rinuncia, presentata per raggiunti limiti di età, al governo pastorale della diocesi di Rimini; gli succede Nicolò Anselmi, fino ad allora vescovo titolare di Utica ed ausiliare di Genova. Rimane amministratore apostolico della diocesi fino al 22 gennaio 2023, giorno dell'ingresso del successore. Da vescovo emerito vive a Monte Tauro, frazione di Coriano.
Conosce e parla inglese, francese e tedesco.

## Genealogia episcopale
La genealogia episcopale è:
- Cardinale Scipione Rebiba
- Cardinale Giulio Antonio Santori
- Cardinale Girolamo Bernerio, O.P.
- Arcivescovo Galeazzo Sanvitale
- Cardinale Ludovico Ludovisi
- Cardinale Luigi Caetani
- Cardinale Ulderico Carpegna
- Cardinale Paluzzo Paluzzi Altieri degli Albertoni
- Papa Benedetto XIII
- Papa Benedetto XIV
- Papa Clemente XIII
- Cardinale Bernardino Giraud
- Cardinale Alessandro Mattei
- Cardinale Pietro Francesco Galleffi
- Cardinale Giacomo Filippo Fransoni
- Cardinale Carlo Sacconi
- Cardinale Edward Henry Howard
- Cardinale Mariano Rampolla del Tindaro
- Cardinale Gennaro Granito Pignatelli di Belmonte
- Cardinale Pietro Boetto, S.I.
- Cardinale Giuseppe Siri
- Cardinale Giacomo Lercaro
- Vescovo Gilberto Baroni
- Cardinale Camillo Ruini
- Vescovo Francesco Lambiasi